# Hippodamia lunatomaculata
Hippodamia lunatomaculata är en skalbaggsart som beskrevs av Victor Ivanovitsch Motschulsky 1845. Hippodamia lunatomaculata ingår i släktet Hippodamia och familjen nyckelpigor.

## Underarter
Arten delas in i följande underarter:
- H. l. lunatomaculata
- H. l. dobzhanskyi